# Clinteria spilota
Clinteria spilota är en skalbaggsart som beskrevs av Hope 1831. Clinteria spilota ingår i släktet Clinteria och familjen Cetoniidae. Inga underarter finns listade i Catalogue of Life.